# مارتن هيرمانسون
مارتن هيرمانسون مواليد 16 سبتمبر 1994 في ريكيافيك، هو لاعب كرة سلة أيسلندي. بدأ مسيرته الاحترافية في سنة 2009. يلعب في الدوري الفرنسي لكرة السلة الدرجة الثانية. يحمل الرقم 9. لعب مع نادي ريكيافيك لكرة السلة في الدوري الأيسلندي لكرة السلة.

## روابط خارجية
- مارتن هيرمانسون على موقع الاتحاد الدولي لكرة السلة (الإنجليزية)
- مارتن هيرمانسون على موقع الدوري الأوروبي لكرة السلة (الإنجليزية)
- مارتن هيرمانسون على موقع الدوري الإسباني لكرة السلة (الإسبانية)
- مارتن هيرمانسون على موقع كرة السلة الأوروبية.كوم (الإنجليزية)
- مارتن هيرمانسون على موقع DraftExpress.com (الإنجليزية)
- مارتن هيرمانسون على موقع كلية كرة السلة في سبورتس رفرنس.كوم (الإنجليزية)
- مارتن هيرمانسون على موقع ريلجم (الإنجليزية)
- مارتن هيرمانسون على موقع بروبوليرز (الإنجليزية)
- مارتن هيرمانسون على موقع سبورتس رفرنس (الإنجليزية)